# Rudolf Nuriejew
Rudolf Nuriejew (tat. Rudolf Xämit ulı Nuriev; ur. 17 marca 1938 k. Irkucka, zm. 6 stycznia 1993 w Levallois-Perret) – tancerz baletowy i choreograf tatarskiego pochodzenia, w latach 1983–1989 był dyrektorem Baletu Opery Paryskiej.
Karierę rozpoczął w leningradzkim Balecie im. S.M. Kirowa. W 1961 roku uciekł ze Związku Radzieckiego na Zachód. Była to pierwsza dezercja radzieckiego artysty w czasie zimnej wojny i wywołała międzynarodową sensację.
Uważany za jednego z najwybitniejszych tancerzy baletowych XX wieku.

## Życiorys
Nuriejew urodził się w pociągu Kolei Transsyberyjskiej w pobliżu Irkucka. Jego rodzice byli Tatarami, mieszkali początkowo w Moskwie, później w wiosce w pobliżu Ufy, stolicy Baszkirii. Jego pasja nie spotkała się z aprobatą ojca i dlatego swoje pierwsze lekcje pobierał w tajemnicy. 
W 1955, w wieku 17 lat, Nuriejew rozpoczął naukę w Leningradzkiej Szkole Choreograficznej imienia Kirowa. W tym czasie często występował w zespołach folklorystycznych. Później przeniósł się do Moskwy, gdzie jego wykształceniem zajął się początkowo Asaf Messerer. Dalsze kroki w drodze do sławy młody uczeń stawiał w moskiewskiej szkole przy Teatrze Bolszoj. Mimo wielkiego zapału i charyzmy, Nuriejew nie poradził sobie w stolicy. Główną przyczyną jego niepowodzeń była trudna sytuacja finansowa. Dlatego też postanowił powrócić do leningradzkiej szkoły baletowej. Tam przez trzy lata kształcił się pod okiem legendarnego mistrza Aleksandra I. Puszkina. Ambitny artysta zachwycał publiczność na występach w ogólnokrajowym konkursie w stolicy, jak i w przedstawieniu dyplomowym w swojej szkole, po którym objął stanowisko solisty w Teatrze im. Kirowa. Podczas trzyletnich występów w balecie wykonywał pas de quatre w balecie Raymonda, pas de deux w Śpiącej Królewnie, pas de trois w balecie Jezioro łabędzie. Występował również w klasycznych przedstawieniach jak: Don Kichot, Dziadek do orzechów, Giselle. Podczas swoich występów w Teatrze Kirowa Nuriejew przejawiał predyspozycje do tworzenia własnych interpretacji i inwencji twórczej. Ze względu na olbrzymią popularność jego życie osobiste, jak i działalność artystyczna znalazły się w kręgu zainteresowań radzieckich służb bezpieczeństwa (KGB).

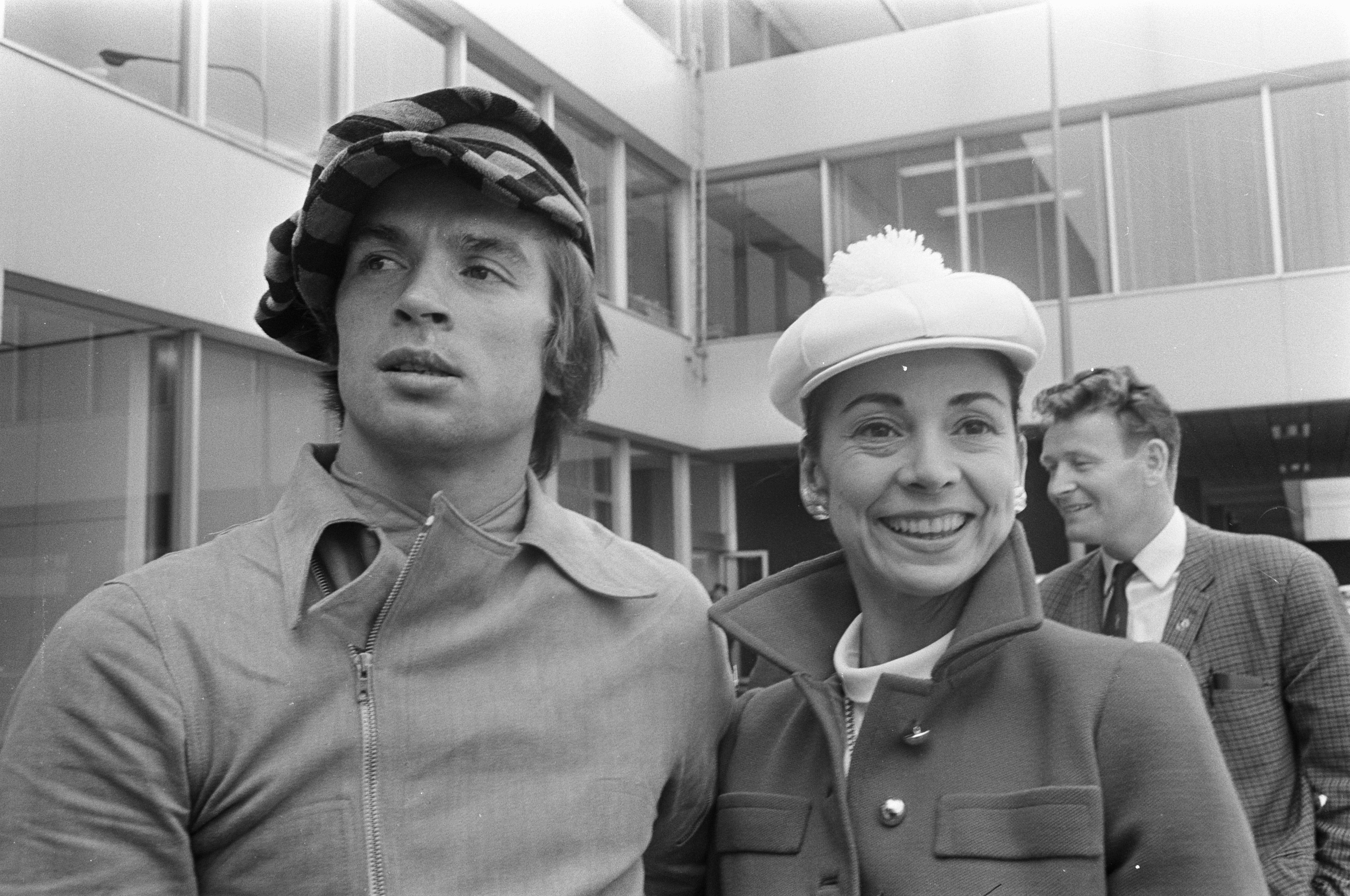
Nuriejew i Margot Fonteyn (1968)

Mimo to w 1961 Nuriejew otrzymał szansę wystąpienia przed francuską widownią. Pierwszy występ radzieckiej grupy baletowej w Paryżu, z którą Nuriejew tam przybył, odbył się 1 czerwca. Podczas pobytu, ciekawy świata Nuriejew, dzięki dobrej znajomości francuskiego, zawarł znajomości z kilkoma Francuzami, głównie tancerzami, co spotkało się z zarzutami ze strony opiekującego się grupą agenta KGB. Występy miały być kontynuowane w Londynie i 16 czerwca 1961 grupa udała się na lotnisku Le Bourget. Tam radzieccy agenci nie zezwolili Nuriejewowi na lot do Londynu, lecz nakazali mu powrót do ZSRR samolotem do Moskwy, który odlatywał niewiele później. Dzięki pomocy dwójki francuskich przyjaciół udało mu się poprosić na lotnisku o azyl polityczny. Po tym głośnym, a dla niego przełomowym kroku artysta otrzymał angaż w International Ballet, którego dyrektorem był Marquis du Cuevas. 
Duże znaczenie w karierze Nuriejewa odegrała Margot Fonteyn, z którą stworzył liczne duety. Ich występy zachwycały publiczność tym razem spoza obszaru Związku Radzieckiego. Niezapomniane kreacje tworzył też wraz z innymi wielkimi primabalerinami: Sylvie Guillem, Lynn Seymour, Evą Evdokimovą, Carlą Fracci, Marcią Haydee czy Natalią Markarowa i Karen Kain. Głośną kreacją był duet męski o silnej wymowie homoerotycznej z Christopherem Gable w 1964 w Images of Love MacMillana. Od tego momentu jego kariera nabrała tempa, występował w takich przedstawieniach jak Bajadera i Raymonda dla Royal Ballet. Współpracował również z baletem Fredericka Ashtona – Marguerite and Armand. W 1964 można było go podziwiać w Wiedniu w partiach z Jeziora Łabędziego. Artysta pracował też dla Baletu Królewskiego w Szwecji. 
Jego działalność artystyczna obejmowała także film. W 1972 wystąpił w filmie pt. Jestem tancerzem, jak i w Don Kichocie, którego był producentem. Jako aktor występował również w 1976, kiedy to otrzymał główną rolę w filmie Kena Russella Valentino. Zagrał także u boku Nastassji Kinski w filmie Odsłona (Exposed) z 1983. Oprócz tego opublikował dwie biografie. 

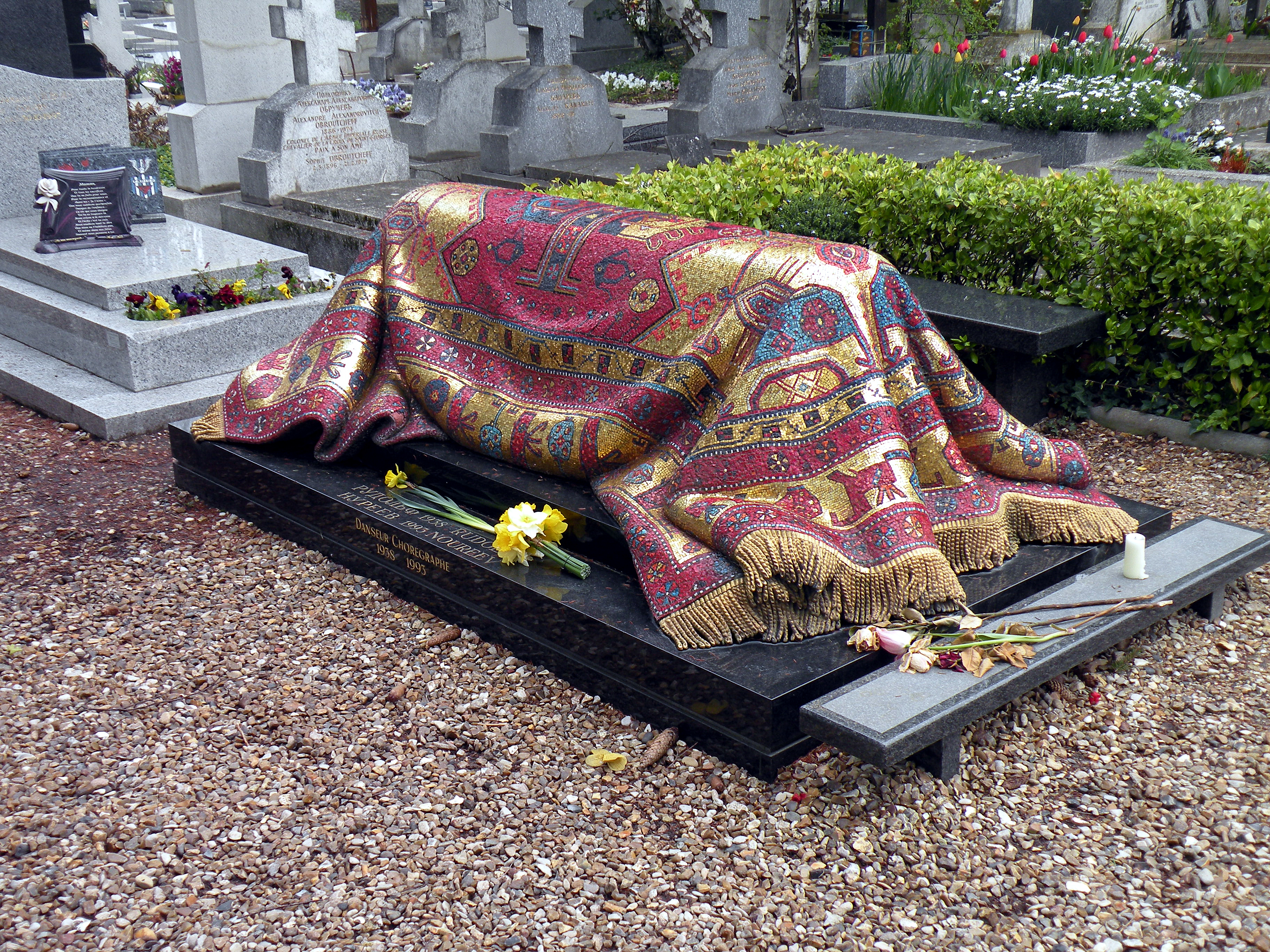
Grób Nuriejewa na cmentarzu prawosławnym w Sainte-Geneviève-des-Bois

W styczniu 1982 roku Austria przyznała Nuriejewowi obywatelstwo. W 1983 roku został mianowany dyrektorem Baletu Opery Paryskiej, gdzie oprócz tańca, pełnił rolę głównego choreografa. W 1986, kiedy był kierownikiem artystycznym Baletu Opery Paryskiej, doszło do silnego konfliktu między Bejartem a Nuriejewem. Opera Paryska udzieliła wówczas Nuriejewowi pełnego poparcia. 
W latach 90. w wyniku zaawansowanej choroby (w 1984 wykryto u niego zakażenie wirusem HIV) Nuriejew musiał ograniczyć swoje występy. W grudniu 1992 artysta zaprezentował się po raz ostatni w pożegnalnych kreacjach w Śpiącej królewnie oraz widowisku tanecznym Christoforo w Budapeszcie. 6 stycznia 1993, w przeddzień prawosławnego Bożego Narodzenia, Rudolf Nuriejew zmarł w szpitalu Notre Dame du Perpétuel Secours w Levallois-Perret wskutek AIDS.
Pochowany na największym rosyjskim cmentarzu w Europie poza Rosją w Sainte-Geneviève-des-Bois pod Paryżem.

## Życie prywatne
Był biseksualistą. Od 1961 roku był związany z zmarłym na AIDS w 1986 roku duńskim tancerzem Erikiem Bruhnem. W latach 1979–1993 jego partnerem życiowym był amerykański choreograf Robert Tracy (1955–2007).

## Autorskie choreografie Rudolfa Nuriejewa
Tancredi (1966), Romeo i Julia (1977), Manfred (1979), The Tempest (1982), Bach Suite (wspólnie z F. Lancelot, 1984), Washington Square (1985), Cendrillon (1986).

## Filmografia

### Filmy z udziałem Rudolfa Nuriejewa
- La Spectre da la Rose / Giselle (odcinek serialu dokumentalnego Die großen Tänzer, 1961, reż. Ekkehard Böhmer)
- An Evening with the Royal Ballet (film dokumentalny, 1963, reż. Anthony Asquith i Anthony Havelock-Allan)
- Romeo and Juliet (film fab., 1966, reż. Paul Czinner)
- Swan Lake (ekranizacja baletu, 1966, reż. Truck Branss)
- Le Jeune Homme et la Mort (film krótkometr. 1967, reż. Roland Petit)
- The Nutcracker (ekranizacja baletu, 1968, reż. John Vernon)
- Nijinsky: Unfinished Project (film fab., 1970, reż. Tony Richardson)
- Jestem tancerzem (I Am a Dancer; film dokumentalny, 1972, reż. Pierre Jourdan)
- The Special London Bridge Special (film fab. telewizyjny, 1972, reż. David Winters)
- Don Kichot (Don Quixote; ekranizacja baletu, 1973, reż. Tony Helpmann)
- Valentino (film fab., 1977, reż. Ken Russell)
- Venezia, carnevale – Un amore (film fab., 1982, reż. Mario Lanfrachi)
- Romeo e Giulietta (telewizyjna ekranizacja baletu, 1982)
- Odsłona (Exposed; film fab., 1983, reż. James Toback)
- Masques de lune (odcinek serialu fab. Coup de foudre, 1992, reż. Alain Lacombe)

### Filmy dokumentalne o Nuriejewie
- 1991 Nureyev (reż. Patricia Foy)
- 1993 Noureev, mémoire d'une Bayadére (reż. Catherine Dupuis)
- 2016 Rudolf Nuriejew. Wyspa jego marzeń (ros. Рудольф Нуреев. Остров его мечты, Rudolf Nurejew. Ostrow jego mieczty), reż. Jewgenija Tirdatowa[7].

### Filmy fabularne o Nuriejewie
- 2018 The White Crow (Biały Kruk) – brytyjski film luźno oparty na książce Julie Kavanagh w reżyserii Ralpha Fiennesa. Film ukazuje młodość Nuriejewa, kładąc nacisk na pobyt w Paryżu w 1961 roku.